# Thamen

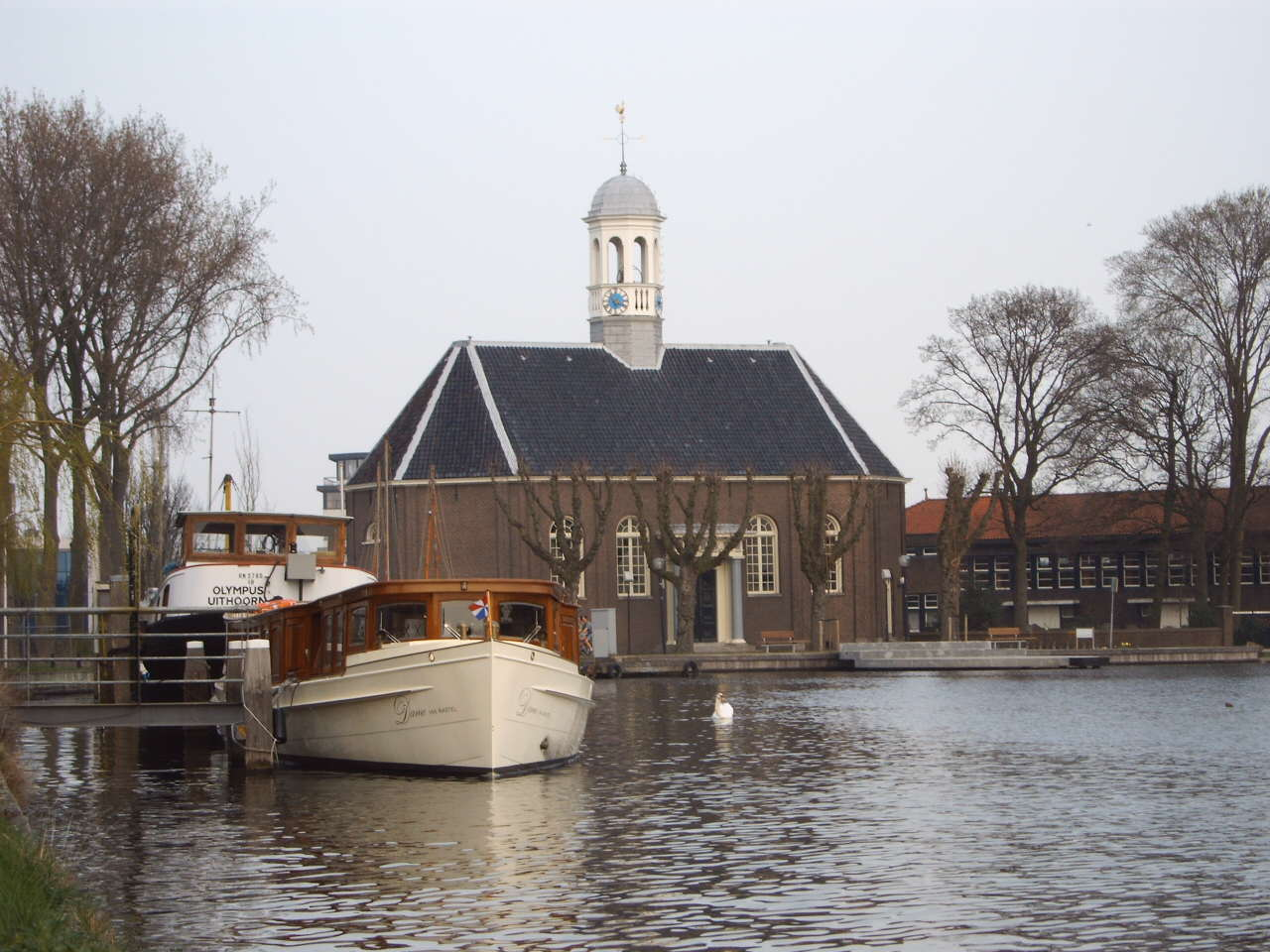
De Thamerkerk uit 1834.

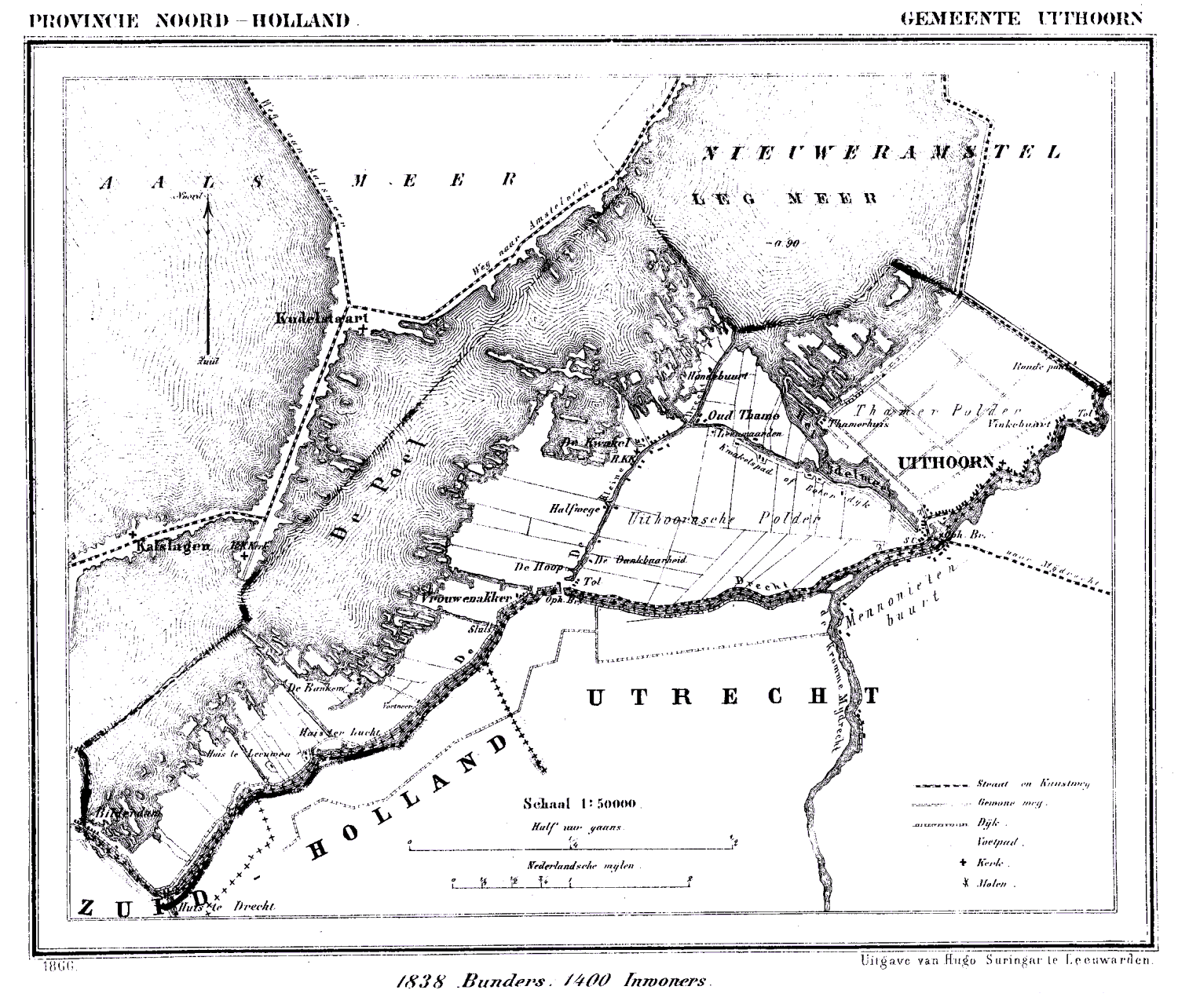
Gemeentekaart van Uithoorn uit 1866, met aan de rechterkant de Thamer Polder.

Thamen, soms ook als 'Tamen' gespeld, was een heerlijkheid, kerkdorp en tussen 1818 en 1820 een gemeente waarvan het grondgebied sinds 1820 deel uitmaakt van de gemeente Uithoorn.
Thamen was een veenontginning die onder de proosdij van Sint Jan te Utrecht viel. Deze bezat er de hoge, middelbare en lage heerlijkheidsrechten. De heerlijkheid lag in het Nederkwartier van het sticht Utrecht en werd in het noorden begrensd door de landscheiding met het Hollandse Nieuwer-Amstel, in het oosten door de Amstel, in het zuiden door het Zijdelmeer en in het westen door het Legmeer.
Thamen werd van noord naar zuid doorsneden door de Thamerdijk. Ten westen ervan lag tussen het Legmeer en de Thamerdijk Thamen Buitendijks en ten oosten ervan tussen de Thamerdijk en de Amsteldijk Thamen Binnendijks. Door turfwinning veranderden gedurende de 17e en 18e grote delen van Thamen in waterplassen. In 1792 verkreeg Thamen Binnendijks toestemming van de Staten van Utrecht om de polder te bedijken en droog te malen. Dit gebeurde uiteindelijk pas halverwege de negentiende eeuw. De inpoldering van de Legmeerplassen en tegelijk Thamen Buitendijks volgden in 1877. Dit werd de Noorder Legmeerpolder.
De vroegere Thamer Binnenpolder werd in 1970 bij de Noorder Legmeerpolder gevoegd toen er de Uithoornse nieuwbouwwijk Zijdelwaard werd gebouwd. De naam is nu Noorder Legmeer- en Thamerpolder. De zuidoostelijke begrenzing van de polder is de Thamerweg in Uithoorn.

## Heerlijkheid en gemeente Thamen
Tussen 1637 en 1640 was de heerlijkheid Thamen in bezit van Johan Huydecoper aan wie de proost van Sint-Jan het verkocht had zonder daartoe het recht te hebben. Daarom viel Thamen later weer onder de proosdij. In 1760 kreeg Thamen een eigen schepenbank door afsplitsing van Mijdrecht. In 1812 werd Thamen bij de gemeente Uithoorn gevoegd. Hiervan werd het in 1818 weer afgesplitst. In 1819 werden verscheidene Utrechtse gemeenten waaronder Thamen en Uithoorn aan de provincie Holland overgedragen. In 1820 werd Thamen weer bij Uithoorn gevoegd.

## Kerk van Thamen
De middeleeuwse kerk van Thamen was een dochterkerk van de kerk van Mijdrecht en in of voor de veertiende eeuw ontstaan. Oorspronkelijk stond de kerk ten westen van de Thamerdijk, vlak bij de noordelijke grens van de heerlijkheid. In 1662 werd ze naar de Amsteldijk verplaatst. Deze kerk werd in 1834 door de huidige vervangen. Het gebouw is inmiddels een rijksmonument en staat bekend als Thamerkerk.